# Asten (gemeente)

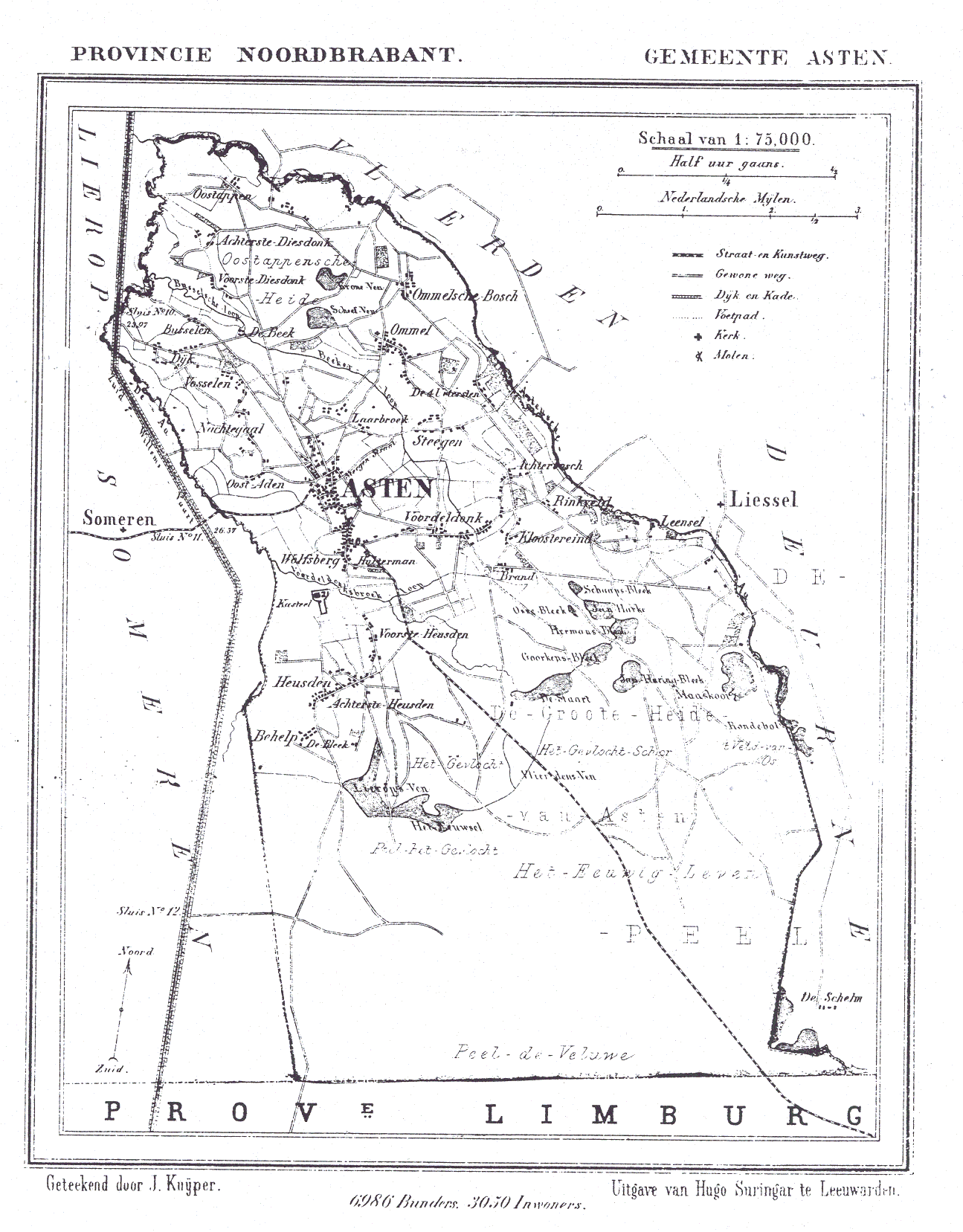
Gemeentekaart van Asten in 1866, uit de Kuypers atlas

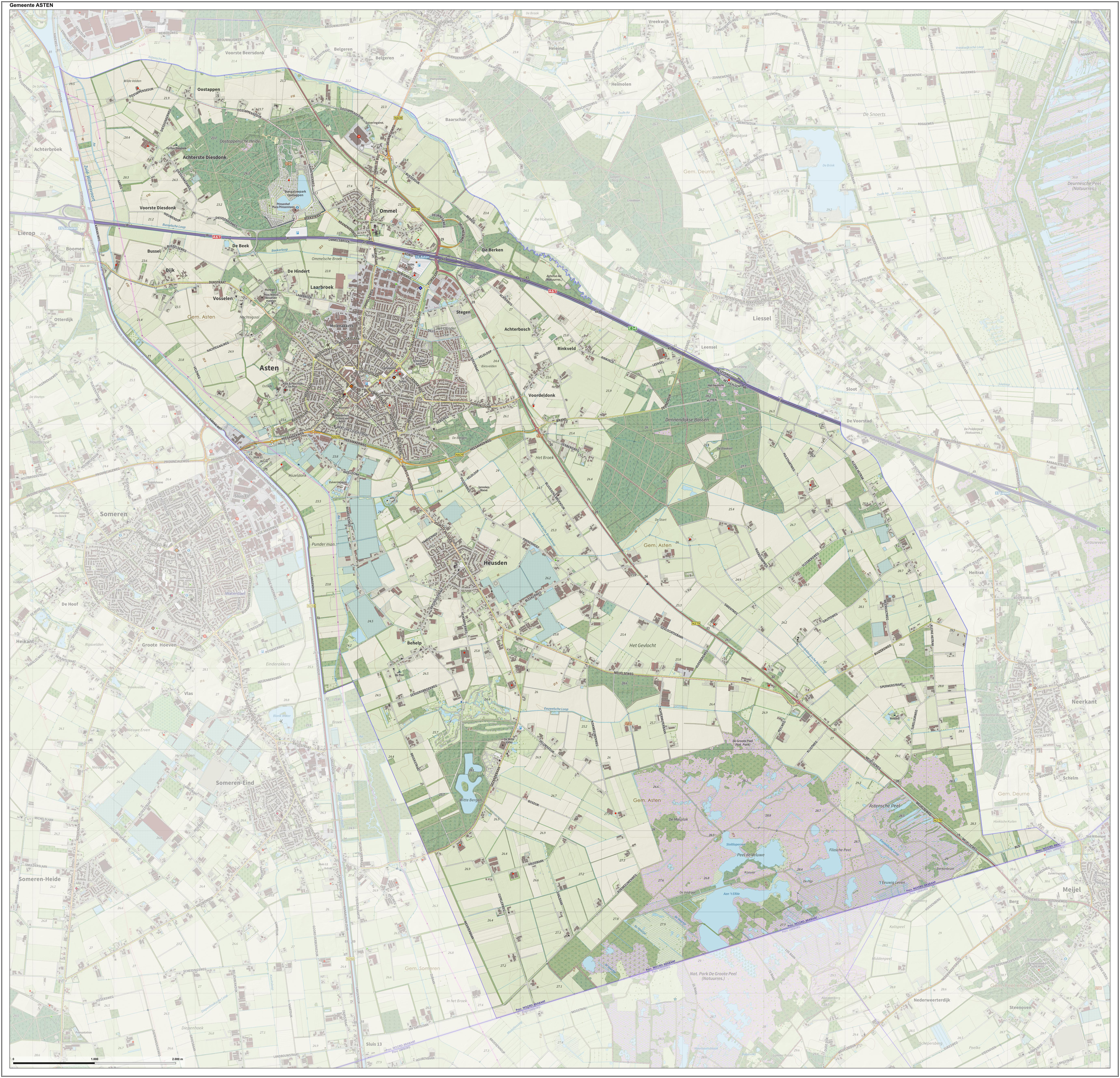
Topografische gemeentekaart van Asten, september 2022

Asten (uitspraakⓘ) (Brabants: Ááste) is een gemeente in de Nederlandse provincie Noord-Brabant. De gemeente telt 17.294 inwoners en heeft een totale oppervlakte van 71,34 km², waarvan 70,17 km² land en 1,17 km² water (1 januari 2024, Bron: CBS). De gemeente Asten maakt deel uit van de  Metropoolregio Eindhoven. De hoofdkern is het dorp Asten, met 13.635 inwoners. Andere dorpen binnen de gemeente zijn Heusden en Ommel.

## Karakteristieken
Op het grondgebied van de gemeente Asten ligt een groot deel van het Nationaal Park De Groote Peel, een hoogveengebied.
Bezienswaardig is de neogotische kerk O.L. Vrouwe Presentatie uit 1896-1898 naar ontwerp van Caspar Franssen. In het dorp Ommel staat de Onze-Lieve-Vrouw-Presentatiekerk, gebouwd na de Tweede Wereldoorlog, die samen met Processiepark Mariaoord dienstdoet als bedevaartsoord voor Maria. Het in 1940 gebouwde gemeentehuis werd ontworpen door Alexander Kropholler, die onder meer het oorspronkelijke Van Abbe Museum in Eindhoven ontwierp.
Asten heeft gezien het inwoneraantal een uitgebreid winkelbestand, dat werd uitgebreid met het woonwinkelcomplex 'Het Kompas' en sinds 2011 met het Midaswinkelcentrum. De voetbalclub in Asten is NWC, afgeleid van NOAD Wilhelmina Combinatie. Deze vereniging speelt in het seizoen 2023/2024 in de 2e klasse.
Per openbaar vervoer is Asten bereikbaar vanuit zowel Eindhoven als Helmond per bus. Het dorp Asten ligt zo'n 10 kilometer verwijderd van Helmond en 20 kilometer van Eindhoven.
In Asten bevindt zich de Koninklijke Klokkengieterij Eijsbouts. In 1993 is daar de toenmalig grootste klok ter wereld gegoten. Deze klok was een geschenk van de Britse koningin Elizabeth II aan Nieuw-Zeeland. Toen is Asten tot klokkendorp uitgeroepen. In 2006 is door de Koninklijke Eijsbouts opnieuw de grootste klok ter wereld gegoten, 36.000 kilogram zwaar met een klepel van 1500 kilogram. Deze klok was bestemd voor een Japanse ondernemer die daar een van zijn vakantieparken mee wilde sieren.
Naast Koninklijke Eijsbouts bevindt zich het Klok & Peel museum in het Peeldorp. Asten afficheert zich graag als Klokkendorp. Het meer dan levensgrote bronzen beeld van de 15e-eeuwse klokkengieter Jan die Smet van Asten getuigt daar van. Om de status 'klokkendorp' te onderstrepen wordt jaarlijks de manifestatie 'Asten Klinkt Als Een Klok' georganiseerd.
Op 23 april 2012 werd bekend dat Koninklijke Eijsbouts een Olympische klok voor de Olympische Spelen in Londen, 2012, aan het maken was. De klok zou 23 ton wegen en werd daarmee de grootste tot dan toe in West-Europa gefabriceerde klok.

## Astens (ex-)inwoners
- Piet Raijmakers (1956), springruiter
- Eric Verbugt (1966), componist.
- Nance (1973), zangeres en tv-presentatrice
- DJ Barthezz (1980), DJ en producer
- Martin Koolhoven (1969 - Den Haag), Filmregisseur (onder andere Het Schnitzelparadijs en Oorlogswinter)
- Eric Dikeb (1970 - Den Haag), après-ski-artiest en dj
- Vivian Jansen (1972) Miss Universe Nederland 1992.

## Politiek

### Zetelverdeling gemeenteraad
| Gemeenteraadszetels                                | Gemeenteraadszetels | Gemeenteraadszetels | Gemeenteraadszetels | Gemeenteraadszetels | Gemeenteraadszetels |
| Partij                                             | 2006                | 2010                | 2014                | 2018                | 2022                |
| -------------------------------------------------- | ------------------- | ------------------- | ------------------- | ------------------- | ------------------- |
| CDA                                                | 5                   | 4                   | 4                   | 5                   | 5                   |
| Samen voor Asten                                   | -                   | -                   | -                   | -                   | 5*                  |
| Algemeen Belang                                    | 3                   | 3                   | 5                   | 4                   | 4                   |
| Progressieve Groepering Asten (tot 2018: PGA/PvdA) | 4                   | 3                   | 2                   | 2                   | 2                   |
| VVD                                                | 3                   | 2                   | 1                   | 1                   | 1                   |
| Leefbaar Asten                                     | -                   | 3                   | 3                   | 3                   | -*                  |
| D66-Hart voor Asten                                | 2                   | 2                   | 2                   | 2                   | -*                  |
| Totaal                                             | 17                  | 17                  | 17                  | 17                  | 17                  |
| Opkomst                                            |                     | 59,55%              | 58,72%              | 59,41%              | 56,84%              |

*: Samen voor Asten is een combinatiepartij van Leefbaar Asten en D66-Hart voor Asten

### College van B&W
Het college van burgemeester en wethouders bestaat uit:
- A.H.C.M. van Extel-van Katwijk (CDA), burgemeester
- J.P.E Bankers, MSc (CDA), wethouder en 1e loco-burgemeester
- H.A.M. van Moorsel (Algemeen Belang), wethouder en 2e loco-burgemeester
- mr. J.P. Spoor (Leefbaar Asten), wethouder en 3e loco-burgemeester
- mr. W.M.A. Verberkt, gemeentesecretaris

## Aangrenzende gemeenten
| Aangrenzende gemeenten | Aangrenzende gemeenten | Aangrenzende gemeenten | Aangrenzende gemeenten | Aangrenzende gemeenten |
| ---------------------- | ---------------------- | ---------------------- | ---------------------- | ---------------------- |
| Helmond                |                        |                        |                        | Deurne                 |
|                        |                        |                        |                        |                        |
| Someren                |                        |                        |                        |                        |
|                        |                        |                        |                        |                        |
|                        |                        | Nederweert (L)         |                        | Peel en Maas (L)       |

## Monumenten
In de gemeente zijn er een aantal rijksmonumenten, gemeentelijke monumenten en oorlogsmonumenten, zie:
- Lijst van rijksmonumenten in Asten (gemeente)
- Lijst van gemeentelijke monumenten in Asten
- Lijst van oorlogsmonumenten in Asten

## Kunst in de openbare ruimte
In de gemeente Asten zijn diverse beelden, sculpturen en objecten geplaatst in de openbare ruimte, zie:
- Lijst van beelden in Asten